# NGC 2090
NGC 2090 (również PGC 17819) – galaktyka spiralna (Sc), znajdująca się w gwiazdozbiorze Gołębia. Odkrył ją James Dunlop 29 października 1826 roku.